# Маяки (Ростовская область)
Маяки — хутор в Родионово-Несветайском районе Ростовской области, у границы с Украиной.
Входит в состав Барило-Крепинского сельского поселения.

## Инфраструктура

### Улицы
| - ул. Восточная, - ул. Заречная, - ул. Октябрьская, - ул. Первомайская, | - ул. Степная, - ул. Суворова, - ул. Чехова, - пер. Южный. |

С 1961 года на хуторе расположен Маякинский психоневрологический интернат

## Население
| 2010 | 2018 |
| ---- | ---- |
| 433  | ↘409 |

На 1 января 2018 года на хуторе проживали 409 человек, из них 63 в Маякинском психоневрологическом интернате.